# Petr Silavecký
Petr Silavecký, O.Cist. († 31. srpna 1691) byl český (resp. moravský) cisterciácký mnich, v letech 1672-1691 opat velehradského kláštera.

## Život
Petr Silavecký byl velehradským opatem zvolen 21. července 1672. Záhy po svém zvolení se zasloužil o větší opravy velehradského klášterního kostela, který byl ještě od dob husitských válek ve značně nedobrém stavu. V roce 1681 založil v klášteře duševně vyšinutý mnich požár. Poté se opat Silavecký rozhodl pro zásadní přestavbu celého areálu opatství. Opravy a přestavby začaly v roce 1682. Tehdy ztratil klášterní kostel románsko-gotickou podobu, která do té doby stále přetrvávala. Všechny přestavby stály mnoho peněz a opat Petr Silavecký se jejich dokončení nedožil. Zemřel v srpnu roku 1691. V říjnu téhož roku byl novým opatem velehradským zvolen Bernard Kašpárek.